# Festival de la Canción de Eurovisión 2012
El LVII Festival de la Canción de Eurovisión se celebró los días 22, 24 y 26 de mayo de 2012 en Bakú, Azerbaiyán, después de que el dúo compuesto por Eldar Gasimov y Nigar Jamal se adjudicaran la victoria con el tema «Running Scared» en la edición de 2011 con un total de 221 puntos, siendo la primera vez que este país logra ganar el certamen musical desde su debut en 2008. En concreto, el evento se realizó en el Baku Crystal Hall, un complejo construido expresamente en ocho meses, con un aforo de 16.000 espectadores. Los presentadores fueron Leyla Aliyeva, Nargiz Birk-Petersen y el propio Eldar Gasimov, en representación del dúo ganador del año anterior.
Aunque se había previsto igualar el número récord de 43 participantes establecido en el Belgrado 2008 y en el Düsseldorf 2011, no resultó posible. Armenia había oficializado su participación, pero después anunció su retirada debido a su conflicto político con el país organizador, por lo que el número de participantes quedó en 42. Anteriormente Montenegro había anunciado su regreso al concurso tras una ausencia de dos años, mientras que Polonia había anunciado su retirada.
El concurso tuvo el mismo formato de las ediciones anteriores, con dos semifinales para elegir a 10 finalistas en cada una. En la final, estos 20 participantes se unieron a aquellos clasificados por ser miembros del denominado Big Five, que corresponden a los máximos contribuyentes del festival a nivel económico, y al país anfitrión, Azerbaiyán. Por tanto, la final contó con 26 participantes, igualando el récord de participantes en una final de Riga 2003, anterior a que se implantaran las semifinales.
Según las listas de las casas de apuestas, la favorita para ganar el festival era Loreen, representante de Suecia con el tema «Euphoria», quien se colocó en cabeza desde que ganó el Melodifestivalen 2012. Otras favoritas eran las participantes rusas Buránovskiye Bábushki y la italiana Nina Zilli, y en menor medida, los representantes de Dinamarca, Reino Unido, Serbia, España, Islandia y Alemania.
El país ganador fue Suecia, tal y como preveían las apuestas, con 372 puntos, consiguiendo el segundo lugar histórico en cuanto a cantidad de puntos (y el primero entre las cantantes femeninas). Además se alzó con el triunfo después de 18 máximas puntuaciones, rompiendo el récord noruego de 2009 y recibiendo puntos de 40 de un total de 41 países (el único que no la votó fue Italia). Suecia logró su quinta victoria en el concurso, igualando a Francia, Luxemburgo y Reino Unido en número de victorias. El segundo lugar fue para las representantes rusas Buránovskiye Bábushki, con 259 puntos y recibiendo, al igual que la ganadora, puntos de 40 de los 41 países votantes, y el tercer lugar fue para Serbia con 214 puntos. El país anfitrión, Azerbaiyán, llegó hasta la cuarta posición con 150 puntos, y Albania logró la 5° posición con 146 puntos, su mejor resultado histórico. Cabe destacar que 3 de los Big Five se colocaron el Top 10: Alemania, Italia y España, consiguiendo las posiciones número ocho, noveno y décimo respectivamente.
El último clasificado de la final de esta edición fue Noruega, que con 7 puntos, batió su propio récord como país que más veces ha quedado último, por 11.ª vez.

## Organización

### Sede del festival

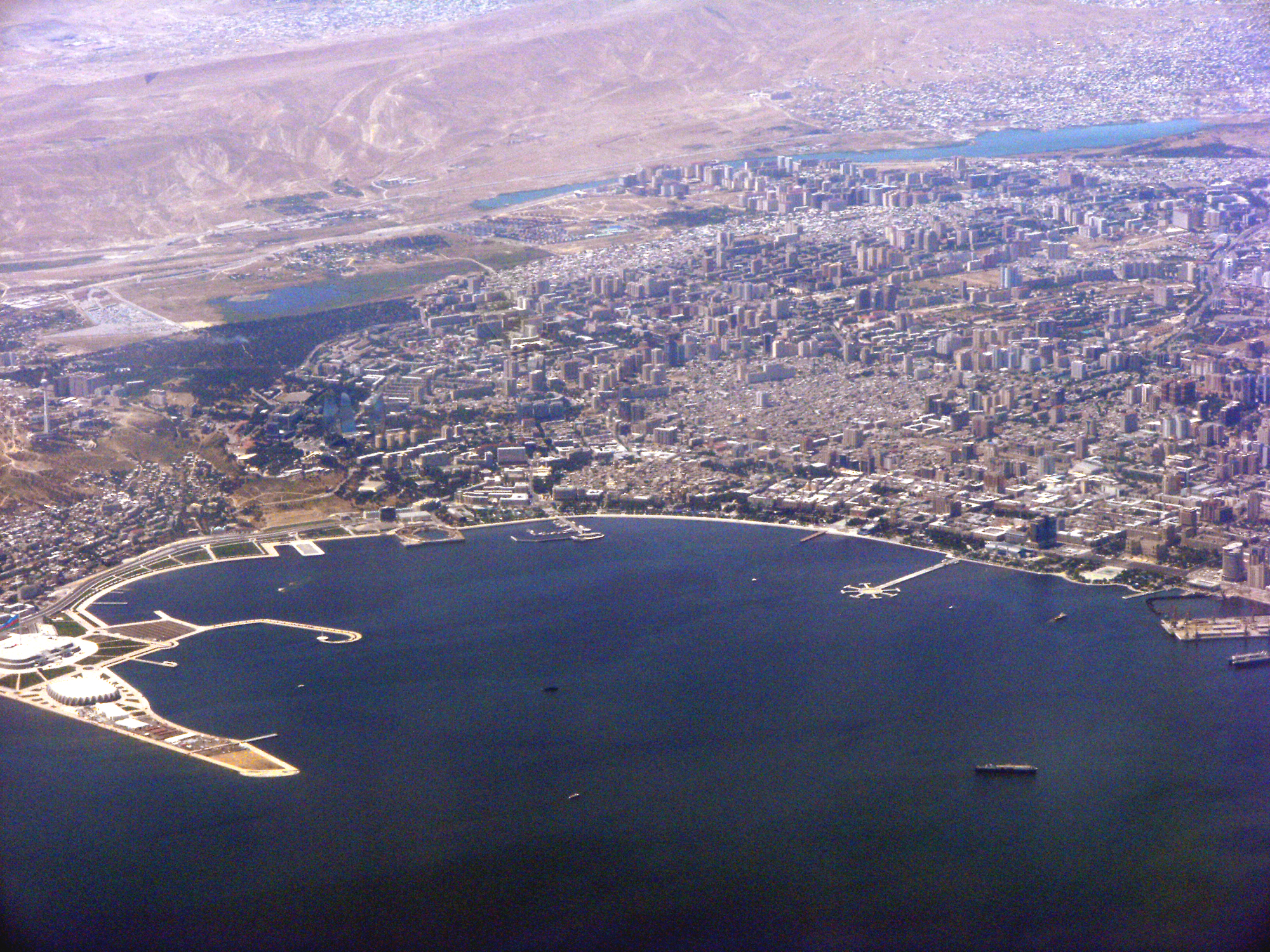
Vista aérea de Bakú, sede del Festival.

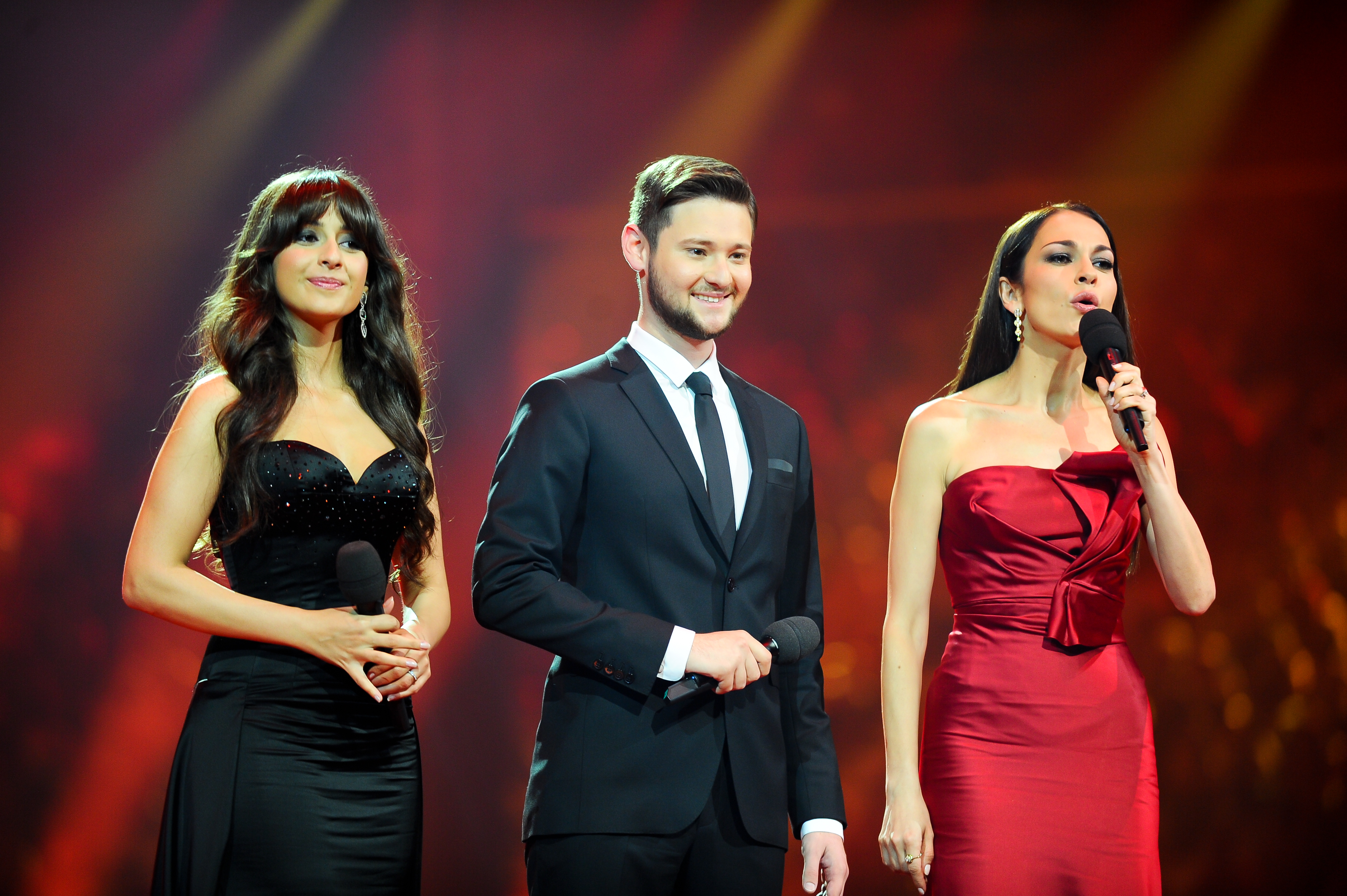
Leyla Aliyeva, Eldar Gasimov y Nargiz Birk-Petersen, presentadores de Eurovisión 2012

Las autoridades azeríes optaron desde un primer momento por celebrar el festival en la capital y principal ciudad del país, Bakú. Según comunicó el gobierno azerí semanas después de terminar la edición de 2011, la opción preferente para albergar el festival en Bakú pasaba por construir un nuevo complejo de conciertos. El nuevo complejo, denominado Baku Crystal Hall, se construyó entre agosto de 2011 y abril de 2012 al lado de uno de los lugares más emblemáticos de Bakú, la Plaza de la Bandera Nacional, con capacidad para 23.000 espectadores. Se trataba de una condición del contrato de obra firmado con la empresa alemana Alpine Bau Deutschland AG que el edificio debía ser completado en un plazo de ocho meses, a tiempo de poder acoger el festival en mayo. Por si acaso esto no resultaba posible, se barajaron otros dos recintos ya existentes en la ciudad. Por un lado el Complejo Deportivo y de Conciertos Heydər Əliyev, remodelado recientemente, con una capacidad potencial de 8.800 espectadores. Por otro el Estadio Tofiq Bəhramov, el cual hubiese requerido trabajos de remodelación y la construcción de un techo que cubriese todo el estadio, que puede albergar a más de 30.000 espectadores.
Durante la primera reunión oficial de preparación celebrada en Bakú entre el 31 de agosto y el 1 de septiembre, el representante de İctimai TV presentó los tres posibles recintos al grupo de referencia de la UER. La UER consideró que las tres opciones presentadas eran apropiadas, pero la decisión definitiva se pospuso a enero de 2012.
Finalmente, dado el grado de avance de las obras hasta ese momento, con la estructura principal y el techado completados, y con la garantía de que la construcción se finalizaría a tiempo, el Baku Crystal Hall fue aprobado oficialmente como sede el 25 de enero de 2012. Durante el festival, el nuevo complejo tuvo un aforo reducido de 16.000 espectadores.

### Identidad visual

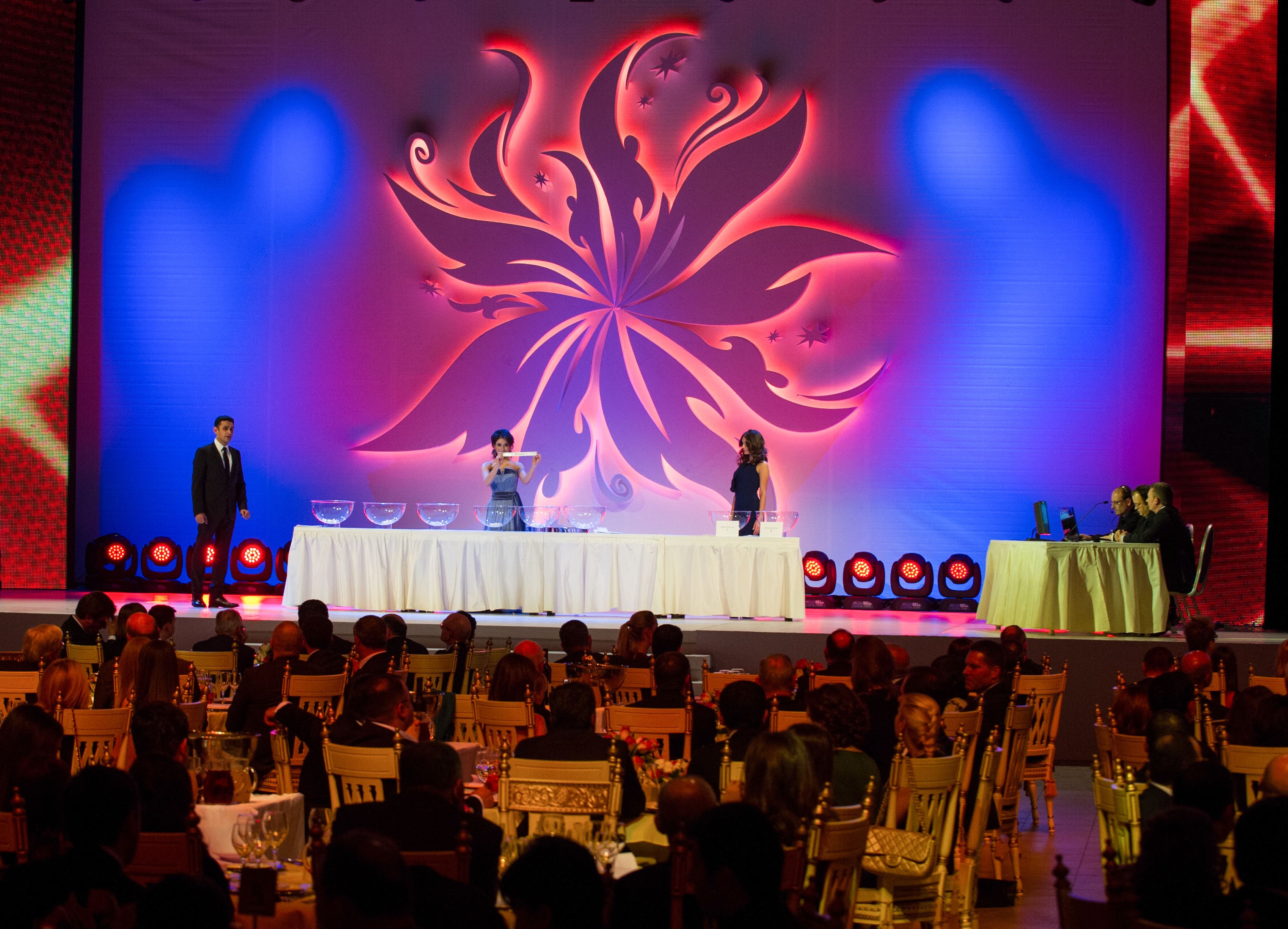
Sorteo de las semifinales. El fondo incluye el emblema de esta edición.

Tal como se había realizado en años anteriores, desde la adopción del isotipo genérico de Eurovisión en 2004, la organización de esta edición utilizó una identidad visual propia para el desarrollo del Festival, la cual fue presentada el 25 de enero de 2012.
La identidad visual de esta edición giró en torno a la temática del fuego, y su emblema principal consistía en un diseño de llamas concéntricas en forma de flor o estrella. Esta temática estaba basada en la tradición y cultura azerí, en razón a que a este país se le conoce históricamente como "tierra del fuego". Junto al logo, se utilizó el eslogan «Light your fire!» («Enciende tu fuego» en español). La infografía, la decoración y el merchandising entre otros aspectos giraron en torno a este concepto artístico.

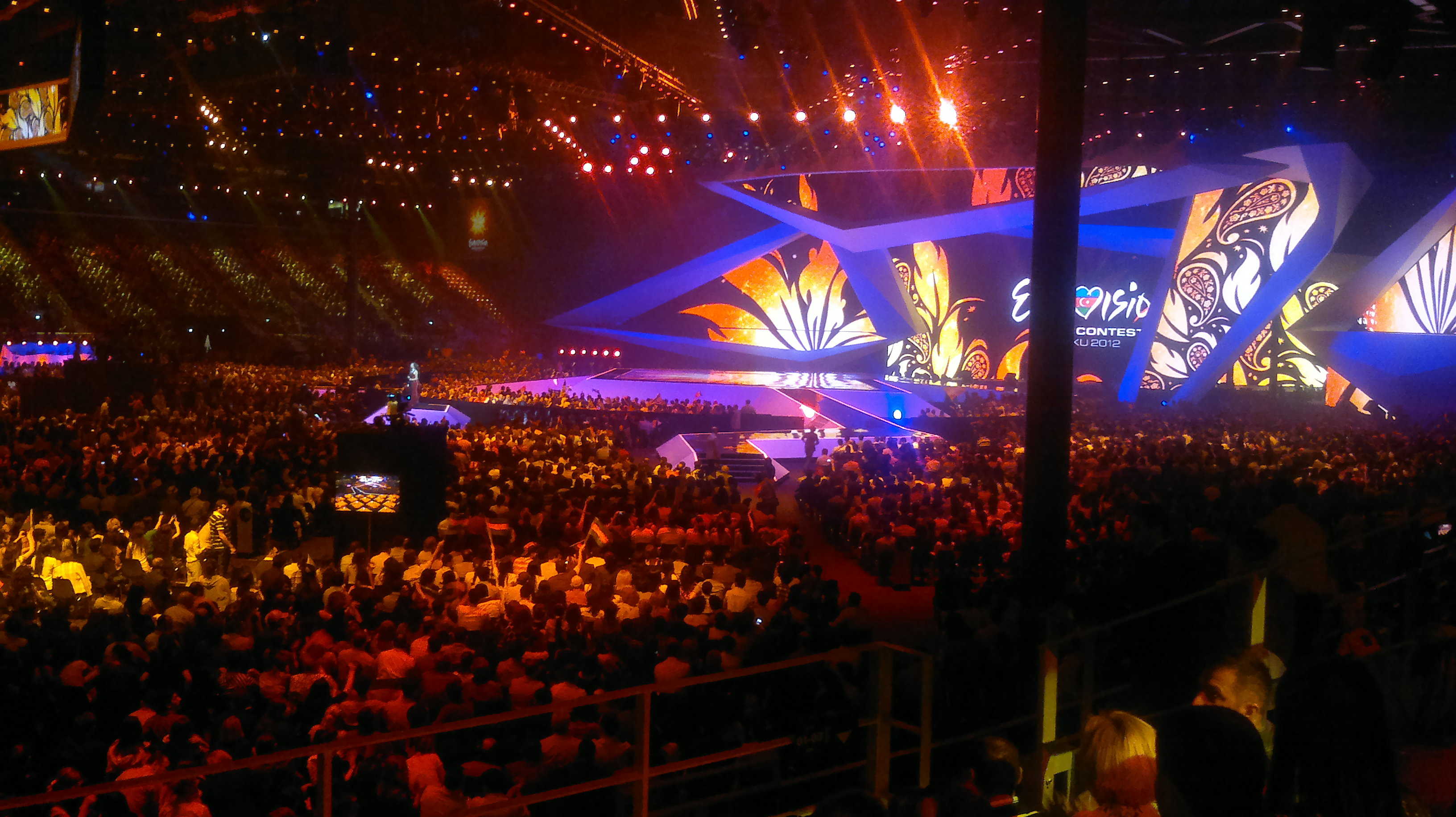
Escenario del Baku Crystal Hall.

El diseño del escenario estuvo a cargo, por segundo año consecutivo, del escenógrafo alemán Florian Wieder, quien también estuvo detrás de la creación de los escenarios de varias galas de premios de la MTV o The X Factor. El escenario, de planta poligonal, estaba rodeado de varias pantallas led de envergadura con formas angulosas basadas en la fachada y estructura exterior del Baku Crystal Hall, el recinto donde se celebraba el festival. El escenario contaba también con pasarelas que recorrían el interior del pabellón, una de las cuales lo conectaba con la denominada «Green room» («Salón verde»), el lugar donde los artistas participantes siguen el desarrollo del festival tras actuar. Por primera vez la «green room» no se ubicó tras el escenario o en otra estancia, sino entre el público presente, en medio del pabellón.
Durante el festival, previo a cada canción se presentaron pequeños vídeos promocionales (conocidos como «postcards» o «postales») grabados en distintas regiones de Azerbaiyán que culminaban con imágenes en directo del exterior del Baku Crystal Hall, momento en el que la fachada se iluminaba con los colores de la bandera del país que actuaba a continuación.

## Países participantes
La lista oficial de los países participantes se dio a conocer el 17 de enero de 2012, totalizando 43 inscritos hasta ese momento, igualando la marca establecida en los festivales de 2008 y 2011. Sin embargo, la participación de Armenia estuvo en duda debido al conflicto que mantiene con Azerbaiyán desde la Guerra de Nagorno Karabaj. La televisión de Armenia, declaró públicamente que participarían siempre y cuando la televisión azerí y la UER garantizasen su seguridad y la igualdad de condiciones de la delegación de Armenia, con respecto al resto de participantes, ya que éstos temían además ser abucheados durante su actuación en directo, pero la UER confirmó la participación de Armenia al publicar la lista oficial de participantes. Finalmente, el 7 de marzo de 2012, Armenia comunicó su retirada a la UER, exponiéndose a ser sancionada por hacerlo tras haberse inscrito oficialmente.
Andorra decidió no participar tampoco en esta edición después de dos años de ausencia debido a problemas económicos de la RTVA. Posteriormente, el ente público comunicó que decidía dejar de formar parte de la Unión Europea de Radiodifusión (UER), por lo que no podrá participar de momento en el Festival de la Canción de Eurovisión hasta que no vuelva a ser miembro activo de la UER.
Por su parte República Checa confirmó que no participará en Eurovisión, pues supuestamente los malos resultados decepcionaron al público. Polonia también confirmó su retirada tras el último puesto en la semifinal del año anterior, argumentando el esfuerzo que le supone la organización y cobertura de la Eurocopa 2012. Hay que destacar el retorno de Montenegro, que vuelve después de dos años de ausencia. La UER esperaba un regreso de Mónaco al certamen de 2012, pero TMC no volverá al festival porque no posee los recursos financieros para poder financiar la participación de Eurovisión. También se contempló un posible regreso de Marruecos al festival después de 32 años de ausencia, después de una entrevista con el jefe de la delegación francesa (Bruno Berberes) a un medio de comunicación en línea francés en el que manifestó que era probable por varias razones, pero finalmente no se materializó.

### Canciones y selección
| País y TV                 | Título original de la canción                    | Artista                | Proceso y fecha de selección                                                |
| País y TV                 | Traducción al español                            | Idiomas                | Proceso y fecha de selección                                                |
| ------------------------- | ------------------------------------------------ | ---------------------- | --------------------------------------------------------------------------- |
| Albania RTSH              | "Suus"                                           | Rona Nishliu           | Festivali I Këngës 50, 29-12-11                                             |
| Albania RTSH              | Propio                                           | Albanés                | Festivali I Këngës 50, 29-12-11                                             |
| Alemania NDR              | "Standing still"                                 | Roman Lob              | Unser Star für Baku, 16-02-12                                               |
| Alemania NDR              | Sigo de pie                                      | Inglés                 | Unser Star für Baku, 16-02-12                                               |
| Austria ORF               | "Woki mit deim Popo"                             | Trackshittaz           | Österreich rockt den Song Contest, 24-02-12                                 |
| Austria ORF               | Mueve tu cucú                                    | Alemán austriaco       | Österreich rockt den Song Contest, 24-02-12                                 |
| Azerbaiyán İctimai        | "When the music dies"                            | Sabina Babayeva        | Milli Seçim Turu, 12-02-12 (Presentación de la canción el 17-03-12)         |
| Azerbaiyán İctimai        | Cuando muere la música                           | Inglés                 | Milli Seçim Turu, 12-02-12 (Presentación de la canción el 17-03-12)         |
| Bélgica VRT               | "Would you?"                                     | Iris                   | Eurosong 2012: Een song voor Iris, 17-03-12 (cantante elegido internamente) |
| Bélgica VRT               | ¿Lo harías?                                      | Inglés                 | Eurosong 2012: Een song voor Iris, 17-03-12 (cantante elegido internamente) |
| Bielorrusia BTRC          | "We are the heroes"                              | Litesound              | Eurofest, 14-02-12                                                          |
| Bielorrusia BTRC          | Somos los héroes                                 | Inglés                 | Eurofest, 14-02-12                                                          |
| Bosnia y Herzegovina BHRT | "Korake ti znam"                                 | Maya Sar               | BH Eurosong Show 2012, 15-03-12 (cantante y canción elegidos internamente)  |
| Bosnia y Herzegovina BHRT | Conozco tus pasos                                | Bosnio                 | BH Eurosong Show 2012, 15-03-12 (cantante y canción elegidos internamente)  |
| Bulgaria BNT              | "Love unlimited"                                 | Sofi Marinova          | Bylgarskata pesen za Evroviziya, 29-02-12                                   |
| Bulgaria BNT              | Amor sin límite                                  | Búlgaro                | Bylgarskata pesen za Evroviziya, 29-02-12                                   |
| Chipre CyBC               | "La la love"                                     | Ivi Adamou             | Final nacional, 25-01-12 (cantante elegido internamente)                    |
| Chipre CyBC               | La la amor                                       | Inglés                 | Final nacional, 25-01-12 (cantante elegido internamente)                    |
| Croacia HRT               | "Nebo"                                           | Nina Badrić            | Dora, 18-02-12 (cantante y canción elegidos internamente)                   |
| Croacia HRT               | El cielo                                         | Croata                 | Dora, 18-02-12 (cantante y canción elegidos internamente)                   |
| Dinamarca DR              | "Should've Known Better"                         | Soluna Samay           | Dansk Melodi Grand Prix, 21-01-12                                           |
| Dinamarca DR              | Debería haberlo sabido                           | Inglés                 | Dansk Melodi Grand Prix, 21-01-12                                           |
| Eslovaquia RTVS           | "Don't close your eyes"                          | Max Jason Mai          | Elección interna, 07-03-12                                                  |
| Eslovaquia RTVS           | No cierres los ojos                              | Inglés                 | Elección interna, 07-03-12                                                  |
| Eslovenia RTVSLO          | "Verjamem"                                       | Eva Boto               | EMA, 26-02-12                                                               |
| Eslovenia RTVSLO          | Creo                                             | Esloveno               | EMA, 26-02-12                                                               |
| España TVE                | "Quédate conmigo"                                | Pastora Soler          | Eurovisión: Pastora Soler, 03-03-12 (cantante elegido internamente)         |
| España TVE                | -                                                | Español                | Eurovisión: Pastora Soler, 03-03-12 (cantante elegido internamente)         |
| Estonia ERR               | "Kuula"                                          | Ott Lepland            | Eesti Laul, 03-03-12                                                        |
| Estonia ERR               | Escucha                                          | Estonio                | Eesti Laul, 03-03-12                                                        |
| Finlandia YLE             | "När jag blundar"                                | Pernilla Karlsson      | Uuden Musiikin Kilpailu, 25-02-12                                           |
| Finlandia YLE             | Cuando cierro los ojos                           | Sueco                  | Uuden Musiikin Kilpailu, 25-02-12                                           |
| Francia France 3          | "Echo (You and I)"                               | Anggun                 | MIDEM 2012, 29-01-12 (cantante y canción elegidos internamente)             |
| Francia France 3          | Eco (tú y yo)                                    | Francés e inglés       | MIDEM 2012, 29-01-12 (cantante y canción elegidos internamente)             |
| Georgia GPB               | "I'm a joker"                                    | Anri Jokhadze          | Final nacional, 19-02-12                                                    |
| Georgia GPB               | Soy un payaso                                    | Inglés y georgiano     | Final nacional, 19-02-12                                                    |
| Grecia ERT                | "Aphrodisiac"                                    | Eleftheria Eleftheriou | Ellinikos Telikos 2012, 12-03-12                                            |
| Grecia ERT                | Afrodisíaco                                      | Inglés                 | Ellinikos Telikos 2012, 12-03-12                                            |
| Hungría MTV               | "Sound of our hearts"                            | Compact Disco          | A Dal, 11-02-12                                                             |
| Hungría MTV               | El sonido de nuestros corazones                  | Inglés                 | A Dal, 11-02-12                                                             |
| Irlanda RTÉ               | "Waterline"                                      | Jedward                | The Late Late Show Eurosong, 24-02-2012                                     |
| Irlanda RTÉ               | Línea de flotación                               | Inglés                 | The Late Late Show Eurosong, 24-02-2012                                     |
| Islandia RÚV              | "Never forget"                                   | Gréta Salóme & Jónsi   | Söngvakeppni Sjónvarpsins, 11-02-12                                         |
| Islandia RÚV              | Nunca olvides                                    | Inglés                 | Söngvakeppni Sjónvarpsins, 11-02-12                                         |
| Israel IBA                | "Time"                                           | Izabo                  | Gala de presentación, 02-03-12 (cantante y canción elegidos internamente)   |
| Israel IBA                | Tiempo                                           | Hebreo e inglés        | Gala de presentación, 02-03-12 (cantante y canción elegidos internamente)   |
| Italia RAI                | "L'amore è femmina (Out of love)"                | Nina Zilli             | Festival de la Canción de San Remo 2012, 18-02-12                           |
| Italia RAI                | El amor es mujer (sin amor)                      | Italiano e inglés      | Festival de la Canción de San Remo 2012, 18-02-12                           |
| Letonia LTV               | "Beautiful song"                                 | Anmary                 | Eirodziesma, 18-02-12                                                       |
| Letonia LTV               | Canción bonita                                   | Inglés                 | Eirodziesma, 18-02-12                                                       |
| Lituania LRT              | "Love is blind"                                  | Donny Montell          | Eurovizijos, 03-03-12                                                       |
| Lituania LRT              | El amor es ciego                                 | Inglés                 | Eurovizijos, 03-03-12                                                       |
| Macedonia (ARY) MKRTV     | "Crno i belo"                                    | Kaliopi                | Gala de presentación, 29-02-2012 (cantante y canción elegidos internamente) |
| Macedonia (ARY) MKRTV     | Negro y blanco                                   | Macedonio              | Gala de presentación, 29-02-2012 (cantante y canción elegidos internamente) |
| Malta PBM                 | "This is the night"                              | Kurt Calleja           | Malta Eurosong 2012, 04-02-12                                               |
| Malta PBM                 | Esta es la noche                                 | Inglés                 | Malta Eurosong 2012, 04-02-12                                               |
| Moldavia TRM              | "Lăutar"                                         | Pasha Parfeny          | Final nacional, 11-03-12                                                    |
| Moldavia TRM              | Trovador                                         | Inglés                 | Final nacional, 11-03-12                                                    |
| Montenegro RTCG           | "Euro neuro"                                     | Rambo Amadeus          | Gala de presentación, 15-03-12 (cantante y canción elegidos internamente)   |
| Montenegro RTCG           | Neura europea                                    | Inglés                 | Gala de presentación, 15-03-12 (cantante y canción elegidos internamente)   |
| Noruega NRK               | "Stay"                                           | Tooji                  | Melodi Grand Prix 2012, 11-02-12                                            |
| Noruega NRK               | Quédate                                          | Inglés                 | Melodi Grand Prix 2012, 11-02-12                                            |
| Países Bajos TROS         | "You and me"                                     | Joan Franka            | Nationaal Songfestival, 26-02-12                                            |
| Países Bajos TROS         | Tú y yo                                          | Inglés                 | Nationaal Songfestival, 26-02-12                                            |
| Portugal RTP              | "Vida minha"                                     | Filipa Sousa           | Festival RTP da Canção, 10-03-12                                            |
| Portugal RTP              | Vida mía                                         | Portugués              | Festival RTP da Canção, 10-03-12                                            |
| Reino Unido BBC           | "Love will set you free"                         | Engelbert Humperdinck  | Presentación oficial, 19-03-12 (cantante y canción elegidos internamente)   |
| Reino Unido BBC           | El amor te liberará                              | Inglés                 | Presentación oficial, 19-03-12 (cantante y canción elegidos internamente)   |
| Rumanía TVR               | "Zaleilah"                                       | Mandinga               | Final nacional, 10-03-12                                                    |
| Rumanía TVR               | -                                                | Español e inglés       | Final nacional, 10-03-12                                                    |
| Rusia RTR                 | "Party for everybody"                            | Buránovskiye Bábushki  | Final nacional, 07-03-12                                                    |
| Rusia RTR                 | Fiesta para todos                                | Udmurto e inglés       | Final nacional, 07-03-12                                                    |
| San Marino SMRTV          | "The social network song (oh oh-uh-oh oh)"       | Valentina Monetta      | Gala de presentación, 22-03-12 (cantante y canción elegidos internamente)   |
| San Marino SMRTV          | La canción de la red social (oh, oh, uh, oh, oh) | Inglés                 | Gala de presentación, 22-03-12 (cantante y canción elegidos internamente)   |
| Serbia RTS                | "Nije ljubav stvar"                              | Željko Joksimović      | Evropska pesma, 10-03-12 (cantante y canción elegidos internamente)         |
| Serbia RTS                | El amor no es un objeto                          | Serbio                 | Evropska pesma, 10-03-12 (cantante y canción elegidos internamente)         |
| Suecia SVT                | "Euphoria"                                       | Loreen                 | Melodifestivalen 2012, 10-03-12                                             |
| Suecia SVT                | Euforia                                          | Inglés                 | Melodifestivalen 2012, 10-03-12                                             |
| Suiza SRG SSR idée suisse | "Unbreakable"                                    | Sinplus                | Die grosse Entschendiungs Show, 10-12-11                                    |
| Suiza SRG SSR idée suisse | Irrompible                                       | Inglés                 | Die grosse Entschendiungs Show, 10-12-11                                    |
| Turquía TRT               | "Love me back"                                   | Can Bonomo             | Gala de presentación, 22-02-12 (cantante y canción elegidos internamente)   |
| Turquía TRT               | Ámame de nuevo                                   | Inglés                 | Gala de presentación, 22-02-12 (cantante y canción elegidos internamente)   |
| Ucrania NTU               | "Be my guest"                                    | Gaitana                | Final nacional, 18-02-12                                                    |
| Ucrania NTU               | Sé mi invitado                                   | Inglés                 | Final nacional, 18-02-12                                                    |

1. ↑  Originalmente, la ganadora de la preselección nacional bielorrusa Eurofest fue Alyona Lanskaya con la canción "All my life". Diez días después la televisión bielorrusa descalificó a Alyona Lanskaya alegando que había ganado injustamente con votos manipulados por sus representantes. Litesound, el grupo que había acabado en segundo lugar, fue declarado ganador.
2. ↑  Aunque la canción está principalmente en búlgaro, contiene frases en árabe, azerí, español, francés, griego, inglés, italiano, romaní, serbocroata y turco.
3. ↑  Originalmente, el tema a presentar era Per sempre. Sin embargo, el 13 de marzo se decidió el cambio por motivos no aclarados.
4. ↑  El 16 de marzo de 2012, SMRTV presentó la canción "Facebook uh, oh, oh (A satirical song)", interpretada por Valentina Monetta. La canción, elegida internamente, fue rechazada por la Unión Europea de Radiodifusión debido a que su letra rompía las reglas contra el uso de marcas comerciales al repetir múltiples veces el nombre de la empresa Facebook. La UER dio un plazo hasta el 22 de marzo para modificar la letra de la canción o buscar una alternativa. Ese día SMRTV presentó una nueva versión de la canción titulada"The social network song (oh oh-uh-oh oh)" en la que se habían eliminado las referencias a Facebook del título y de la letra.

#### Artistas que regresan

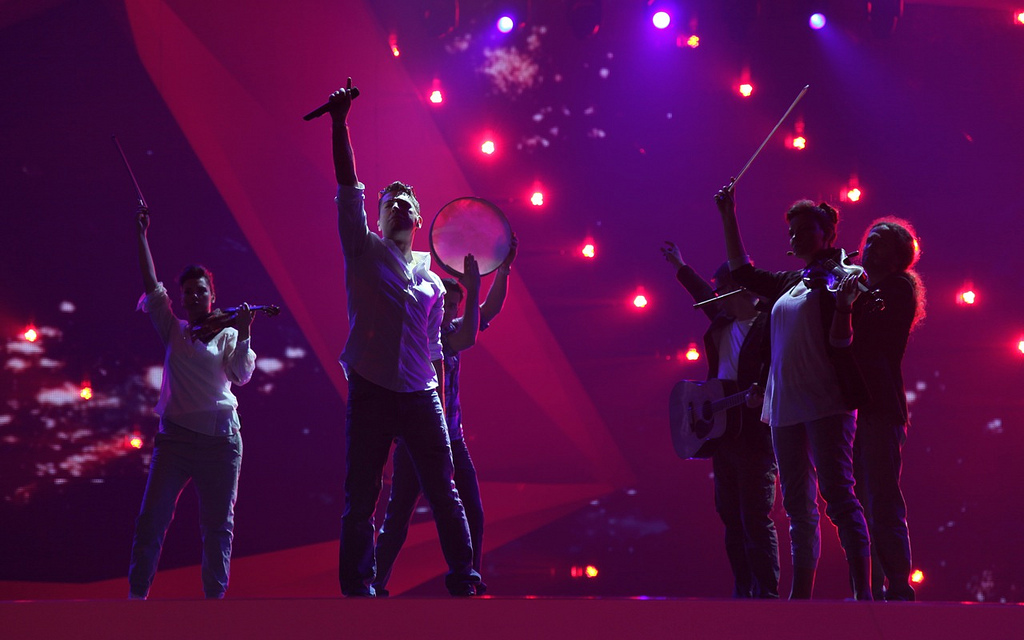
Željko Joksimović regresa después de 8 años, representando a Serbia (ensayos)

- Anri Jokhadze: Participó como corista en la puesta en escena de su país en el Festival de la Canción de Eurovisión 2008 celebrado en Belgrado con la canción Peace will come de Diana Gurtskaya.
- Jedward: Representaron a su país en 2011 en Düsseldorf con Lipstick, clasificándose a la final y quedando en octavo lugar en la final.
- Jónsi: Representó a su país en solitario en el Festival de la Canción de Eurovisión 2004 con Heaven, quedando en decimonoveno lugar en la final.
- Kaliopi: Fue elegida para representar a su país en el Festival de la Canción de Eurovisión 1996 con la canción Samo ti. Aun así, no llegó a pisar el escenario ya que aquel año, antes del festival, se celebró una ronda clasificatoria no televisada donde quedó eliminada.
- Maya Sar: Ha participado en la puesta de escena de su país en dos ocasiones: como corista en el Festival de la Canción de Eurovisión 2004 en la canción In the Disco de Deen y como pianista y corista en el Festival de la Canción de Eurovisión 2011 en la canción Love in Rewind de Dino Merlin.
- Željko Joksimović: Participó en el Festival de la Canción de Eurovisión 2004 en el debut de Serbia y Montenegro en el festival con la canción compuesta por él mismo Lane moje que acabó en segundo lugar. Dos años más tarde, compuso la canción Lejla, que interpretada por el grupo Hari Mata Hari representó a Bosnia y Herzegovina en el Festival de la Canción de Eurovisión 2006, obteniendo el tercer lugar. Por último, compuso el tema de Serbia del 2008, Oro, que acabó en el sexto lugar. Además, ese año presentó el festival, celebrado en Belgrado, junto a Jovana Janković.

#### Autores destacados
Entre las 42 canciones a concurso en esta edición, hay tres compuestos por autores de temas ganadores de Eurovisión. La canción de Azerbaiyán está compuesta entre otros por Stefan Örn y Sandra Bjurman, autores del tema ganador de la edición anterior,"Running Scared", así como del tema azerí de 2010. El autor del tema esloveno es Vladimir Grajić, compositor de la canción ganadora de 2007 por Serbia,"Molitva". Por último, entre los autores del tema de San Marino está Ralph Siegel, el autor más prolífico de la historia del festival con un total de 20 temas presentados, ganando en 1982 con"Ein bißchen Frieden".
Otros ejemplos de compositores prolíficos en el festival que repiten en esta edición son Andrej Babić y Thomas G:son. El primero es autor del tema portugués, su sexta composición en el festival. Thomas G:son, quien ha colocado 7 temas en Eurovisión y ha participado con otros 49 en varias finales nacionales, está entre los autores de dos canciones de esta edición: los temas de España y Suecia ("Quédate conmigo" y"Euphoria" respectivamente). Su coautor en el tema sueco Peter Boström compite asimismo con dos temas, ya que también está detrás del tema noruego"Stay". Los coautores del tema español son Erik Bernholm y Antonio Sánchez-Ohlsson, quienes también habían trabajado anteriormente con Thomas G:son en temas eurovisivos.
Fuera del ámbito eurovisivo, destaca la presencia en el festival del cantante británico Jamie Cullum como compositor del tema alemán"Standing still", interpretado por Roman Lob. Cullum ha compuesto la canción alemana junto con Steve Robson y Wayne Hector, también prolíficos compositores y productores británicos. La canción de Reino Unido, interpretada por el veterano  Engelbert Humperdinck ha sido compuesta por Martin Terefe y Sacha Skarbek, ganadores del Grammy y conocidos por su trabajo con artistas establecidos como Adele o Lana Del Rey.

#### Idiomas
De los 42 temas participantes, 24 fueron interpretados íntegramente en inglés, mientras que 11 lo hacían en idiomas oficiales propios, distintos del inglés. Uno de ellos, Finlandia, cantó en sueco por primera vez desde 1990. Bulgaria mezcló el búlgaro con frases en otros diez idiomas en una propuesta multilingüe. San Marino cantó en inglés, aunque la canción contenía frases en italiano, Francia mezcló el francés con el inglés, Georgia el inglés con algunas frases en georgiano, Israel el inglés con el hebreo, Italia el inglés con el italiano, Rumanía el español y el inglés, y Rusia el udmurto con el inglés. Tanto el udmurto como el azerí, presente en una frase de la canción búlgara, y el georgiano hicieron su primera aparición en el certamen.

### Sorteo de semifinales
Para el sorteo de las semifinales los seis bombos quedaron compuestos de la siguiente forma:
| Bombo 1                                                                                    | Bombo 2                                                         | Bombo 3                                                       | Bombo 4                                                        | Bombo 5                                                     | Bombo 6                                                              |
| ------------------------------------------------------------------------------------------ | --------------------------------------------------------------- | ------------------------------------------------------------- | -------------------------------------------------------------- | ----------------------------------------------------------- | -------------------------------------------------------------------- |
| - Albania - Bosnia y Herzegovina - Croacia - Macedonia (ARY) - Montenegro - Serbia - Suiza | - Dinamarca - Estonia - Finlandia - Islandia - Noruega - Suecia | - Bielorrusia - Georgia - Israel - Moldavia - Rusia - Ucrania | - Armenia - Bélgica - Chipre - Grecia - Países Bajos - Turquía | - Irlanda - Letonia - Lituania - Malta - Portugal - Rumanía | - Austria - Bulgaria - Hungría - San Marino - Eslovenia - Eslovaquia |

Tras el sorteo que se celebró el 25 de enero de 2012 en Bakú, ambas semifinales quedaron establecidas de la siguiente forma:
| 1.ª semifinal 22 de mayo de 2012                                           | 1.ª semifinal 22 de mayo de 2012                                          | 2.ª semifinal 24 de mayo de 2012                                                        | 2.ª semifinal 24 de mayo de 2012                                                                  |
| -------------------------------------------------------------------------- | ------------------------------------------------------------------------- | --------------------------------------------------------------------------------------- | ------------------------------------------------------------------------------------------------- |
| Montenegro Islandia Rumania Albania Bélgica Letonia Suiza Finlandia Grecia | Moldavia Chipre Austria Dinamarca Rusia San Marino Israel Irlanda Hungría | Serbia Países Bajos Portugal Macedonia (ARY) Bielorrusia Malta Ucrania Armenia Bulgaria | Suecia Georgia Eslovenia Estonia Turquía Eslovaquia Croacia Noruega Lituania Bosnia y Herzegovina |
| Con derecho a voto: España Azerbaiyán Italia                               | Con derecho a voto: España Azerbaiyán Italia                              | Con derecho a voto: Alemania Francia Reino Unido                                        | Con derecho a voto: Alemania Francia Reino Unido                                                  |

1. 1 2  Armenia anunció su retirada el 7 de marzo de 2012, semanas después del sorteo de semifinales
2. ↑  Alemania pidió votar en la segunda semifinal por asuntos internos de la cadena alemana.

## Festival

### Semifinales
La primera semifinal se realizó el 22 de mayo de 2012, y la segunda el 24 de mayo de 2012. Fueron 36 los países en total que tuvieron que pasar por las semifinales, por lo que en cada semifinal hubo 18 participantes, clasificándose 10 de cada semifinal para la final, donde ya se encuentran, como es habitual desde la introducción de la semifinal en 2004, el anfitrión (Azerbaiyán) y el "Big 5" (Alemania, España, Francia, Italia y el Reino Unido). El 25 de enero de 2012, por sorteo, se determinó en qué semifinal participaría cada país. El orden de actuación de cada semifinal se decidió igualmente por sorteo el 20 de marzo de 2012.

#### Semifinal 1
La primera semifinal del Festival de la Canción de Eurovisión 2012, se celebró el martes 22 de mayo (21:00 horas CET). 18 países participaron en este evento, en busca de uno de los 10 puestos para la final. Un total de 21 países tuvieron derecho a voto en este semifinal; los 18 participantes más Azerbaiyán, España e Italia, quienes ya se encontraban clasificados directamente a la final.
Los resultados que se publicaron después de terminarse la final dieron como ganador a Buránovskiye Bábushki, representantes de Rusia, con el tema "Party for everybody", con 152 puntos, incluyendo 5 máximas puntuaciones. Este país se alzó por primera vez con una victoria en una semifinal, convirtiéndose así, en el segundo país en ganar una semifinal habiendo ganado anteriormente un festival con el formato de semifinales; el primero fue Ucrania. El segundo lugar fue para la representante de Albania, Rona Nishliu con 146 puntos, recibiendo igualmente 12 puntos de 5 países, siendo el mejor resultado en semifinales del país (previamente habían logrado un 4° lugar en 2004). El tercer lugar fue para Rumania y la canción"Zaleilah". El top 5 lo completaron Grecia y Moldavia.
El desglose que fue publicado semanas después de terminado el festival, mostraron que 8 de los 10 clasificados pasaron gracias al jurado como el televoto. Islandia, a pesar de ser una de las favoritas para colarse al Top 10 en la final, tuvo que conformarse con un 11° lugar en la votación solo por jurado, pero fue"salvada" gracias al televoto, sacando de la final a Israel. Mientras tanto, Hungría, fue el"salvado" del jurado, después de quedar 11° en el televoto, en detrimento de Suiza.

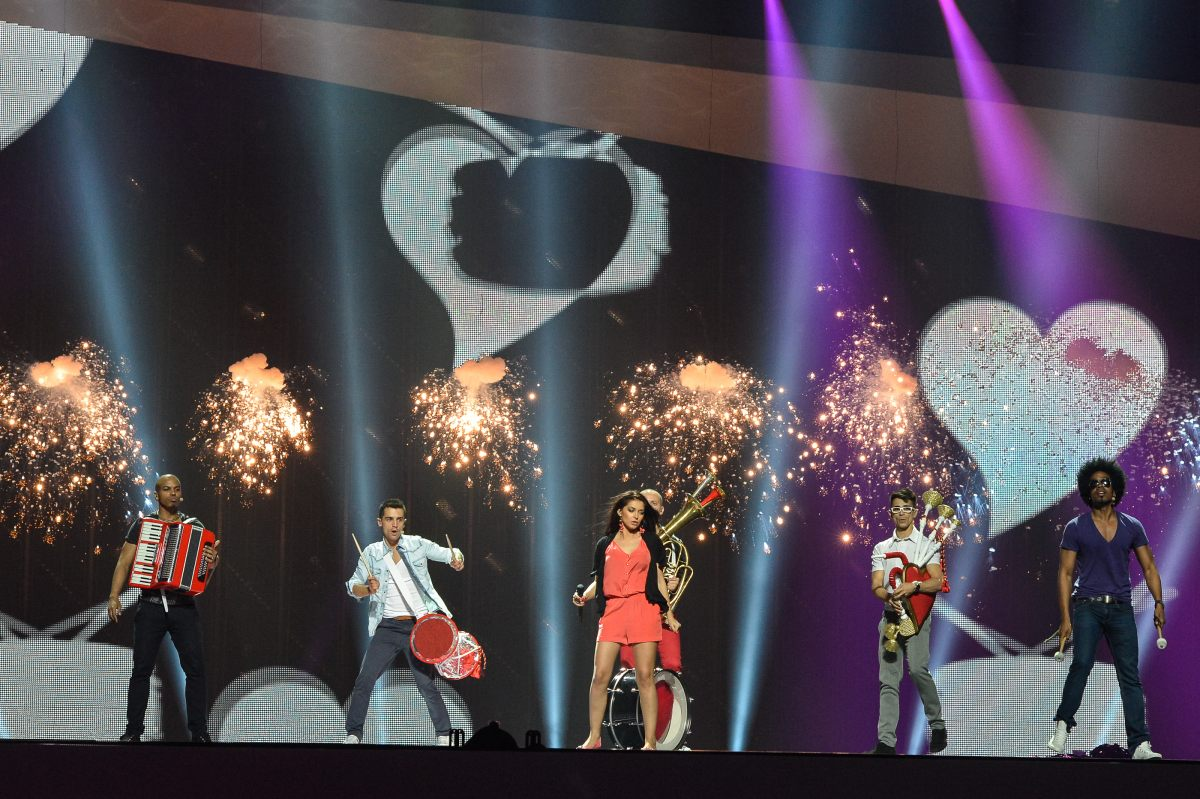
Rumanía logró clasificarse a la Final con el grupo Mandinga y su tema "Zaleilah" (ensayos).

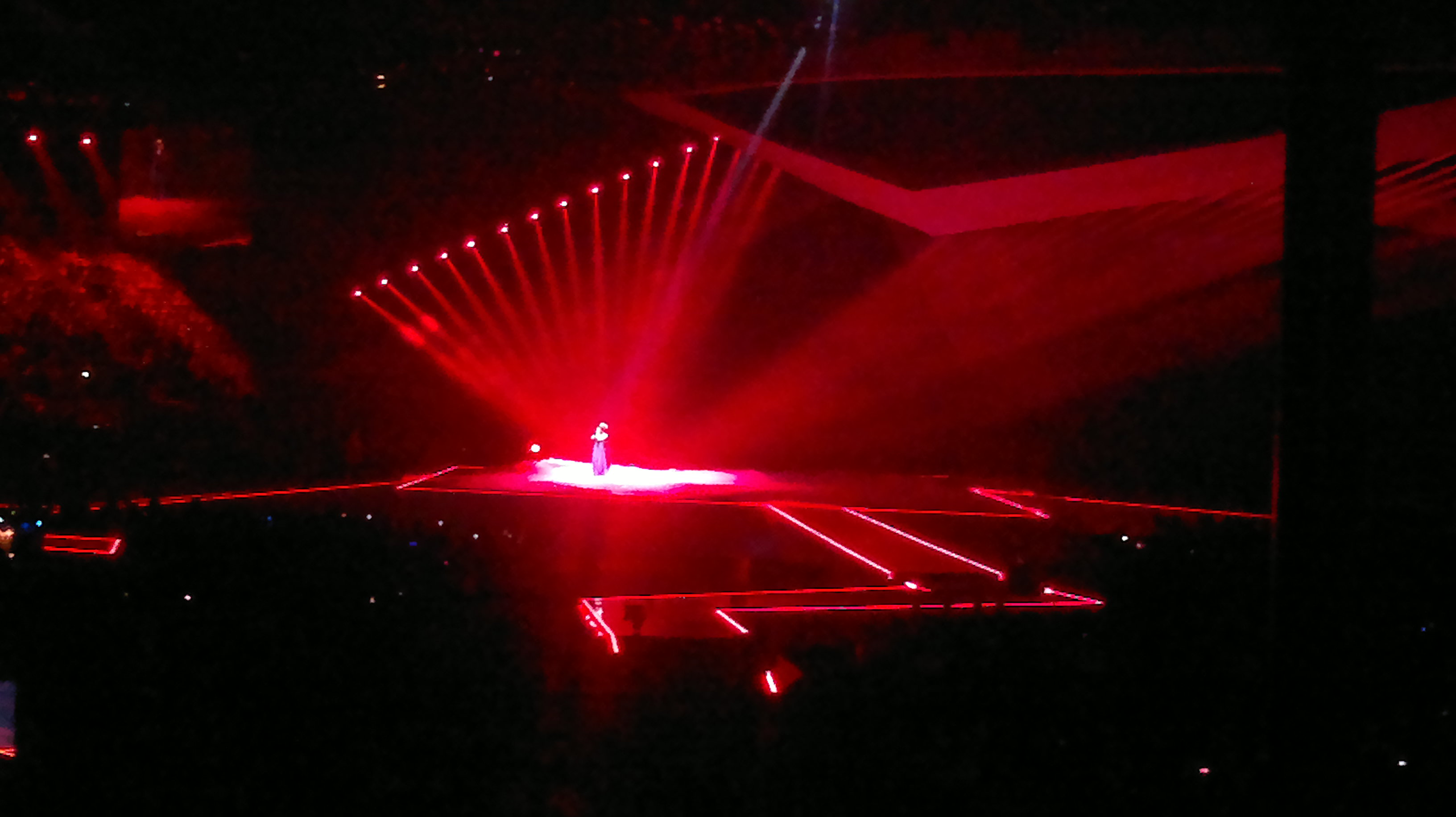
Albania y Rona Nishliu logran el mejor resultado de su historia, 2° (semifinal) y 5° (Final).

| N.º | País       | Intérprete(s)          | Canción                                    | Lugar | Puntos |
| --- | ---------- | ---------------------- | ------------------------------------------ | ----- | ------ |
| 01  | Montenegro | Rambo Amadeus          | «Euro neuro»                               | 15    | 20     |
| 02  | Islandia   | Gréta Salóme & Jónsi   | «Never forget»                             | 8     | 75     |
| 03  | Grecia     | Eleftheria Eleftheriou | «Aphrodisiac»                              | 4     | 116    |
| 04  | Letonia    | Anmary                 | «Beautiful song»                           | 16    | 17     |
| 05  | Albania    | Rona Nishliu           | «Suus»                                     | 2     | 146    |
| 06  | Rumania    | Mandinga               | «Zaleilah»                                 | 3     | 120    |
| 07  | Suiza      | Sinplus                | «Unbreakable»                              | 11    | 45     |
| 08  | Bélgica    | Iris                   | «Would you?»                               | 17    | 16     |
| 09  | Finlandia  | Pernilla Karlsson      | «När jag blundar»                          | 12    | 41     |
| 10  | Israel     | Izabo                  | «Time»                                     | 13    | 33     |
| 11  | San Marino | Valentina Monetta      | «The social network song (oh oh-uh-oh oh)» | 14    | 31     |
| 12  | Chipre     | Ivi Adamou             | «La La Love»                               | 7     | 91     |
| 13  | Dinamarca  | Soluna Samay           | «Should've known better»                   | 9     | 63     |
| 14  | Rusia      | Buránovskiye Bábushki  | «Party for everybody»                      | 1     | 152    |
| 15  | Hungría    | Compact Disco          | «Sound of our hearts»                      | 10    | 52     |
| 16  | Austria    | Trackshittaz           | «Woki mit deim Popo»                       | 18    | 8      |
| 17  | Moldavia   | Pasha Parfeny          | «Lăutar»                                   | 5     | 100    |
| 18  | Irlanda    | Jedward                | «Waterline»                                | 6     | 92     |

#### Semifinal 2
La segunda semifinal de Eurovisión 2012, se realizó el jueves 24 de mayo (21:00 horas CET). Participaron 18 países, de los que 10 de ellos consiguieron el pase a la final. Un total de 21 países tuvieron derecho a voto en esta semifinal; los 18 participantes más Alemania, Francia y Reino Unido, quienes ya se encontraban clasificados directamente a la final.
En esta semifinal ganó el tema "Euphoria" de la sueca Loreen con 181 puntos, recibiendo 12 puntos de un total de 6 naciones, siendo así el segundo país en ganar por segunda ocasión una semifinal. El segundo lugar fue para el representante serbio Željko Joksimović, que con "Nije ljubav stvar" alcanzó 159 puntos y 4 máximas puntuaciones, logrando así su mejor resultado en semifinales desde 2007. El tercer lugar (en contra de lo que indicaban las apuestas previas) fue para Lituania, el cuarto para Estonia y el quinto para Turquía.
Noruega y Bulgaria empataron con 45 puntos en décimo lugar, la posición que da derecho a la última plaza para la final. El desempate se resolvió a favor de Noruega al haber recibido puntos de 11 países, uno más que Bulgaria.
El desglose mostró una tendencia más dispersa que en la primera semifinal, con 6 clasificados por jurado y televoto, mientras que Malta y Ucrania, clasificaron gracias a sus posicionamientos en el top 5 por la votación de jurados, aunque terminaron 11° y penúltima, respectivamente, en la votación del televoto. Turquía y Noruega, se lograron clasificar gracias al televoto, después de terminar 13° y 18° (último) por la clasificación única del jurado, en detrimento de Croacia y Georgia.

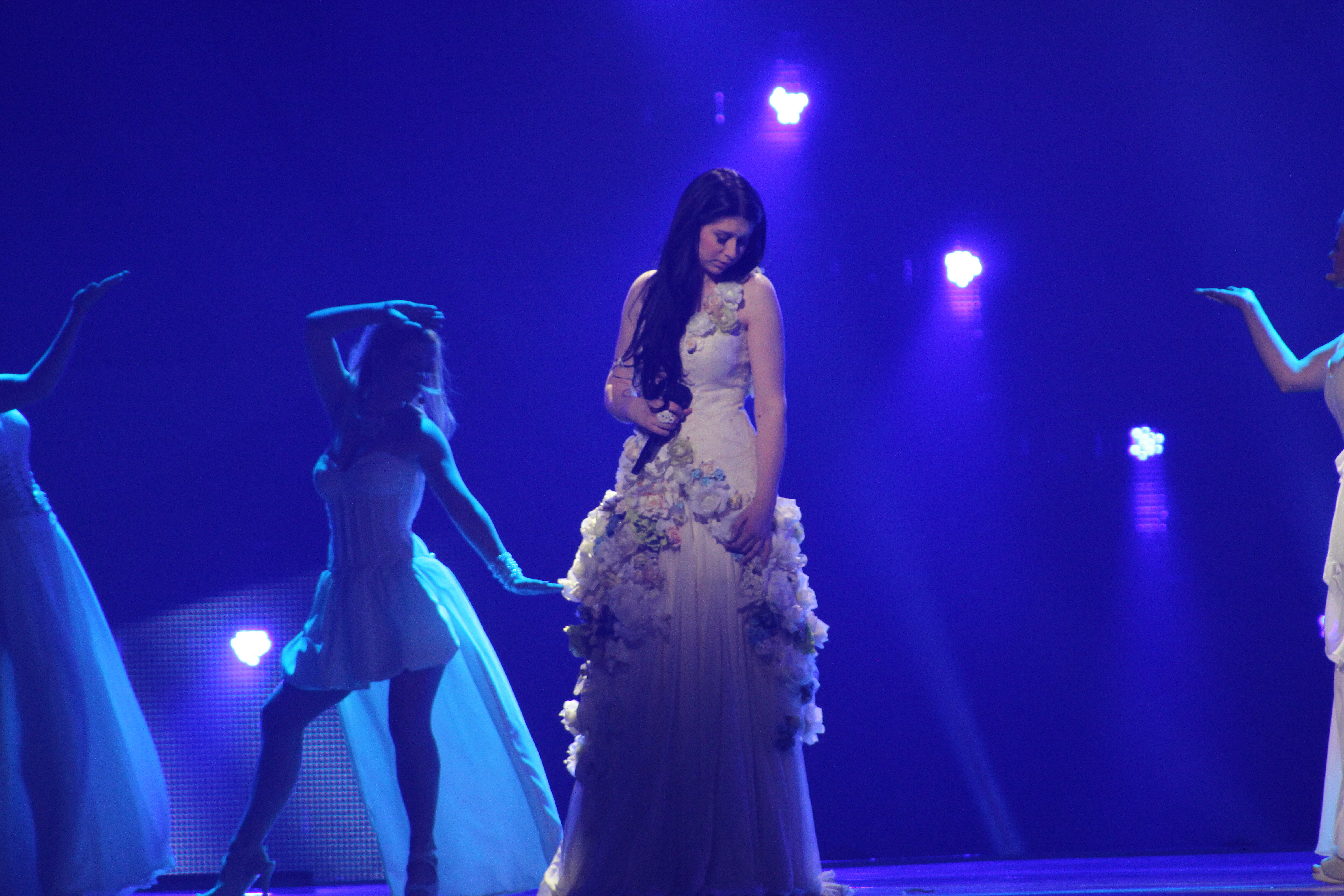
Eva Boto representando a Eslovenia con la canción "Verjamem"

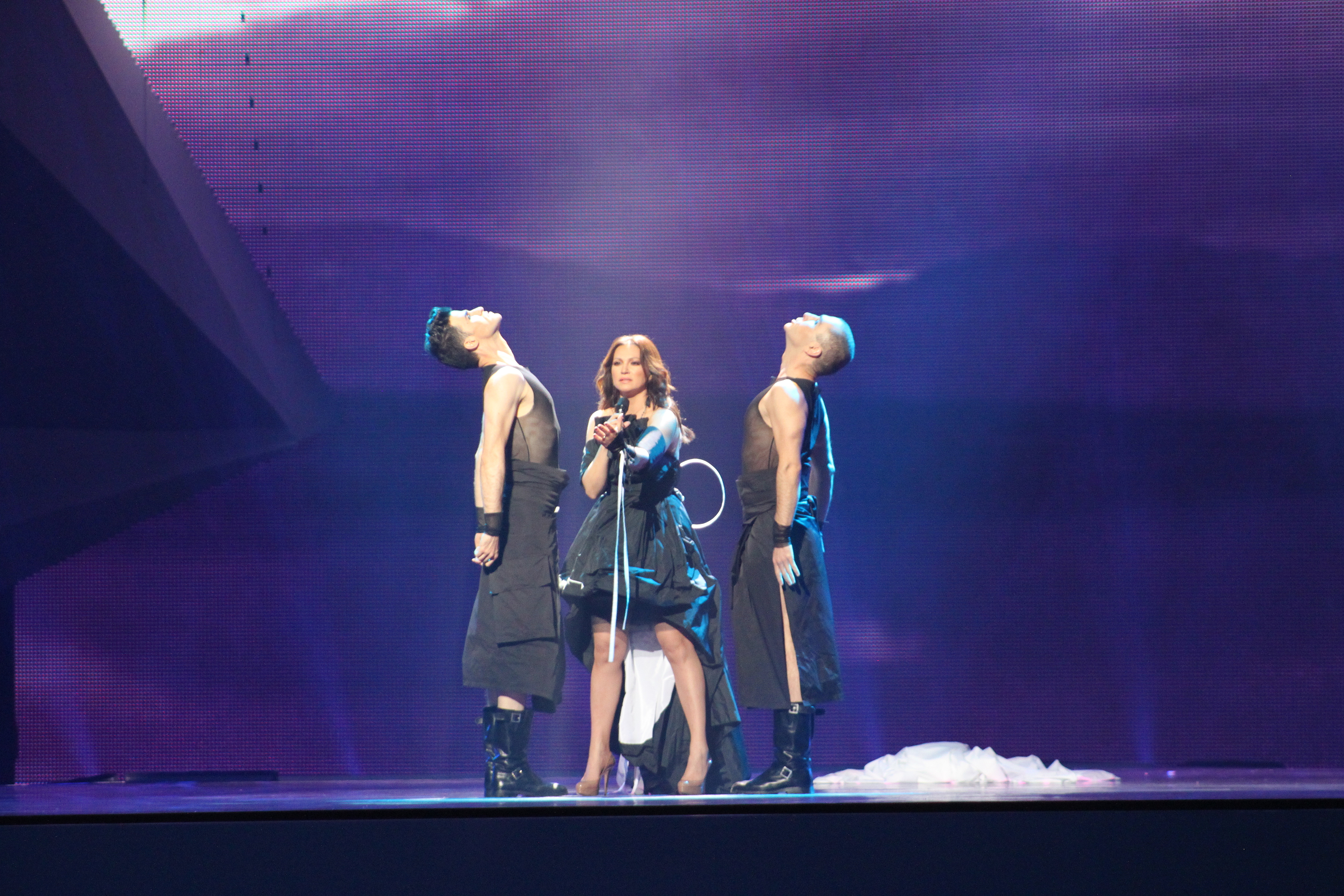
Nina Badrić representando a Croacia con la canción "Nebo"

| N.º | País                 | Intérprete(s)     | Canción                 | Lugar | Pts. |
| --- | -------------------- | ----------------- | ----------------------- | ----- | ---- |
| 01  | Serbia               | Željko Joksimović | «Nije ljubav stvar»     | 2     | 159  |
| 02  | Macedonia (ARY)      | Kaliopi           | «Crno i belo»           | 9     | 53   |
| 03  | Países Bajos         | Joan Franka       | «You and me»            | 15    | 35   |
| 04  | Malta                | Kurt Calleja      | «This is the night»     | 7     | 70   |
| 05  | Bielorrusia          | Litesound         | «We are the heroes»     | 16    | 35   |
| 06  | Portugal             | Filipa Sousa      | «Vida minha»            | 13    | 39   |
| 07  | Ucrania              | Gaitana           | «Be my guest»           | 8     | 64   |
| 08  | Bulgaria             | Sofi Marinova     | «Love unlimited»        | 11    | 45   |
| 09  | Eslovenia            | Eva Boto          | «Verjamem»              | 17    | 31   |
| 10  | Croacia              | Nina Badrić       | «Nebo»                  | 12    | 42   |
| 11  | Suecia               | Loreen            | «Euphoria»              | 1     | 181  |
| 12  | Georgia              | Anri Jokhadze     | «I'm a joker»           | 14    | 36   |
| 13  | Turquía              | Can Bonomo        | «Love me back»          | 5     | 80   |
| 14  | Estonia              | Ott Lepland       | «Kuula»                 | 4     | 100  |
| 15  | Eslovaquia           | Max Jason Mai     | «Don't close your eyes» | 18    | 22   |
| 16  | Noruega              | Tooji             | «Stay»                  | 10    | 45   |
| 17  | Bosnia y Herzegovina | Maya Sar          | «Korake ti znam»        | 6     | 77   |
| 18  | Lituania             | Donny Montell     | «Love is blind»         | 3     | 104  |

### Final
La final del Festival se celebró el sábado 26 de mayo en el Baku Crystal Hall de Bakú, Azerbaiyán a las 21:00 horas CET. El dúo ganador anterior de Eldar Gasimov/Nigar Jamal abrió el festival interpretando "Running Scared". Tras esto, se dio paso a la presentación de los 26 finalistas, récord desde que se instauraron las semifinales, compuestos por 6 clasificados directos, el anfitrión Azerbaiyán y el Big 5 (Francia, Reino Unido, Alemania, España e Italia), 10 clasificados de la semifinal 1 y 10 clasificados de la semifinal 2.
Después de la actuación de los 26 finalistas, se dio inicio a los 15 minutos para votar, como resultado del cambio que la UER realizó respecto al tiempo de votación, siendo ahora imposible votar durante las actuaciones. Mientras se votaban y contabilizaban los votos, en el recinto anfitrión se procedió a la actuación del cantante local Emin Agalarov. El sistema de votación fue igual al de las semifinales, con los países dando de 1 a 8, 10 y 12 puntos a los concursantes con mayor puntuación con el 50% de televoto y 50% de un jurado profesional. En el caso de Albania, un trágico accidente de un autobús estudiantil pocos días antes del festival hizo que el jurado fuera el encargado de entregar las puntuaciones (al igual que en la semifinal). Tras la votación, un representante de cada país anunciaba los países que recibían sus 8, 10 y 12 puntos, después de que se mostraran en pantalla los votos restantes.
Desde el inicio de las votaciones, Suecia, Rusia, Serbia y Albania comenzaron a recibir la mayor cantidad de votos, llevándolos rápidamente a las primeras posiciones. Tras la votación y con mucha anticipación, Suecia se convirtió en la ganadora de la 57.ª edición del festival con una puntuación de 372 puntos. Como es costumbre, el país ganador tuvo el honor de cerrar el programa repitiendo su actuación al final. Este tema se convirtió en el segundo con mayor puntuación de la historia (por detrás de "Fairytale", la canción noruega ganadora del 2009 con 387 puntos por Alexander Rybak), y el primero entre las ganadoras femeninas (superando por casi 100 puntos a Ruslana). La canción fue votada por todos excepto Italia incluyendo 18 puntuaciones máximas, superando el récord anterior de Alexander Rybak y "Fairytale".
El segundo lugar fue para el grupo Buránovskiye Bábushki y el tema "Party for everybody" por Rusia, quienes también fueron votadas por todos excepto uno, Suiza, alcanzando 259 puntos, convirtiéndose así en la segunda subcampeona que logra más de 250 puntos, sólo superadas por "Lane moje" de Željko Joksimović, quien representó a Serbia y Montenegro en 2004. Irónicamente este cantante, logró el tercer lugar con la canción serbia "Nije Ljubav Stvar" con 214 puntos. El top 5 lo completaron Azerbaiyán, quien siguió con su racha de buenos resultados, a pesar de no ser considerada una favorita como el top 3, y Albania, quien alcanzó su mejor resultado histórico.
Destacó la posición de 3 países del "Big 5" en el top 10, Alemania, Italia y España quienes alcanzaron el 8°, 9° y 10° lugar. Respecto a esta última, logró clasificarse entre las 10 primeras por primera vez desde 2004. También ocurrió que el compositor Peter Boström logró tanto la victoria con "Euphoria" como el último lugar con "Stay" de Noruega, algo inédito en el festival.

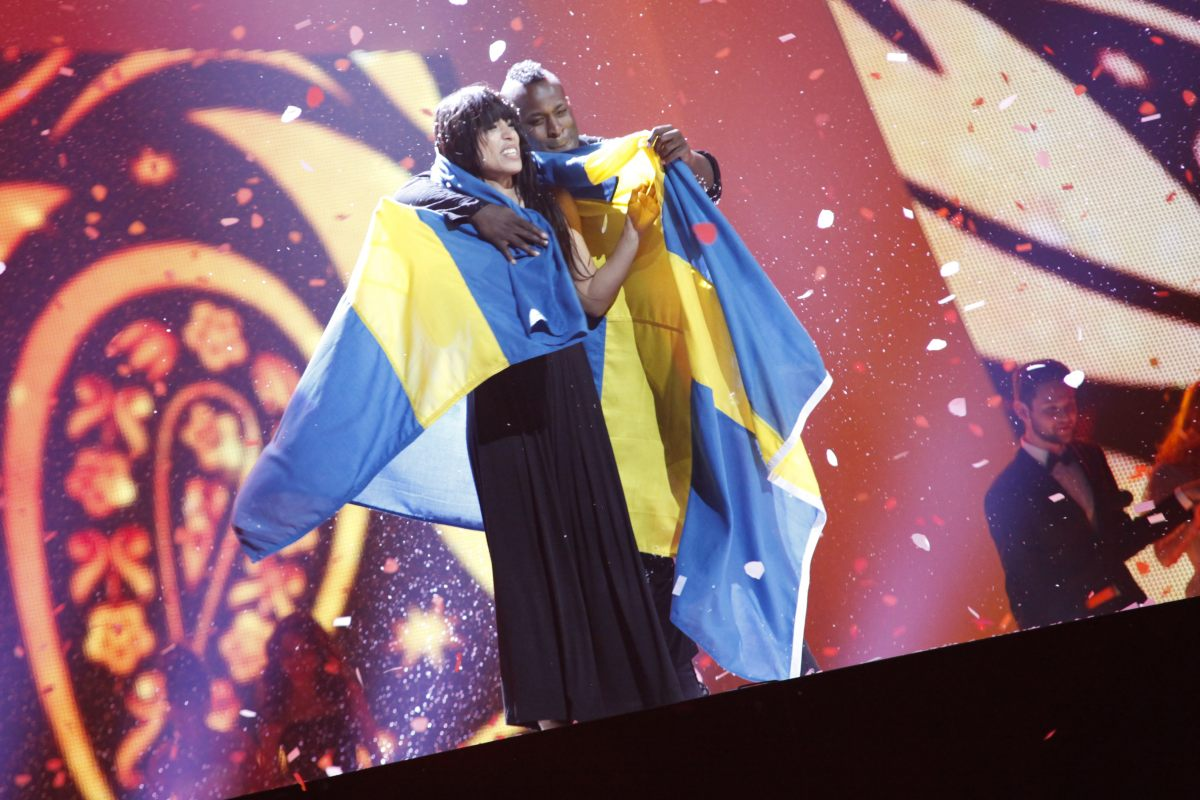
La cantante Loreen con su tema "Euphoria" logró la quinta victoria de Suecia con 372 puntos.

| N.º | País                 | Intérprete(s)          | Canción                           | Lugar | Pts. |
| --- | -------------------- | ---------------------- | --------------------------------- | ----- | ---- |
| 01  | Reino Unido          | Engelbert Humperdinck  | «Love Will Set You Free»          | 25    | 12   |
| 02  | Hungría              | Compact Disco          | «Sound Of Our Hearts»             | 24    | 19   |
| 03  | Albania              | Rona Nishliu           | «Suus»                            | 5     | 146  |
| 04  | Lituania             | Donny Montell          | «Love Is Blind»                   | 14    | 70   |
| 05  | Bosnia y Herzegovina | Maya Sar               | «Korake ti znam»                  | 18    | 55   |
| 06  | Rusia                | Buránovskiye Bábushki  | «Party For Everybody»             | 2     | 259  |
| 07  | Islandia             | Gréta Salóme & Jónsi   | «Never Forget»                    | 20    | 46   |
| 08  | Chipre               | Ivi Adamou             | «La La Love»                      | 16    | 65   |
| 09  | Francia              | Anggun                 | «Echo (You and I)»                | 22    | 21   |
| 10  | Italia               | Nina Zilli             | «L'amore è Femmina (Out Of Love)» | 9     | 101  |
| 11  | Estonia              | Ott Lepland            | «Kuula»                           | 6     | 120  |
| 12  | Noruega              | Tooji                  | «Stay»                            | 26    | 7    |
| 13  | Azerbaiyán           | Sabina Babayeva        | «When The Music Dies»             | 4     | 150  |
| 14  | Rumania              | Mandinga               | «Zaleilah»                        | 12    | 71   |
| 15  | Dinamarca            | Soluna Samay           | «Should've Known Better»          | 23    | 21   |
| 16  | Grecia               | Eleftheria Eleftheriou | «Aphrodisiac»                     | 17    | 64   |
| 17  | Suecia               | Loreen                 | «Euphoria»                        | 1     | 372  |
| 18  | Turquía              | Can Bonomo             | «Love Me Back»                    | 7     | 112  |
| 19  | España               | Pastora Soler          | «Quédate conmigo»                 | 10    | 97   |
| 20  | Alemania             | Roman Lob              | «Standing Still»                  | 8     | 110  |
| 21  | Malta                | Kurt Calleja           | «This Is The Night»               | 21    | 41   |
| 22  | Macedonia (ARY)      | Kaliopi                | «Crno i Belo»                     | 13    | 71   |
| 23  | Irlanda              | Jedward                | «Waterline»                       | 19    | 46   |
| 24  | Serbia               | Željko Joksimović      | «Nije Ljubav Stvar»               | 3     | 214  |
| 25  | Ucrania              | Gaitana                | «Be My Guest»                     | 15    | 65   |
| 26  | Moldavia             | Pasha Parfeny          | «Lăutar»                          | 11    | 81   |

Fuente: Festival de Eurovisión 2012 (www.eurovision-spain.com) Archivado el 16 de febrero de 2016 en Wayback Machine.

### Votaciones
A partir de esta edición del festival, las votaciones por televoto para escoger el ganador se iniciaron cuando todos los países participantes habían actuado. Así se acordó en una reunión que tuvo lugar la tercera semana de junio de 2011 en Ginebra (Suiza) por el llamado Grupo de Referencia de la Unión Europea de Radiodifusión para el Festival de Eurovisión.
Como el año anterior, el orden de votación fue elaborado por un programa informático sobre la base de las votaciones de los jurados nacionales (ya otorgados en el ensayo general del 25 de mayo) de modo que se mantuviese el interés hasta las últimas votaciones. Al igual que en las ediciones anteriores, cada portavoz nacional anunció las tres puntuaciones más altas (8, 10 y 12 puntos), después de que en pantalla aparecieran automáticamente los puntos restantes (1, 2, 3, 4, 5, 6 y 7 puntos).
| Orden de votación | Orden de votación | Orden de votación | Orden de votación | Orden de votación |
| --- | --- | --- | --- | ----------------- |
| 1. Albania 2. Montenegro 3. Rumania 4. Austria 5. Ucrania 6. Bielorrusia 7. Bélgica 8. Azerbaiyán 9. Malta 10. San Marino 11. Francia | 12. Reino Unido 13. Turquía 14. Grecia 15. Bosnia y Herzegovina 16. Moldavia 17. Bulgaria 18. Suiza 19. Eslovenia 20. Chipre 21. Croacia 22. Eslovaquia | 23. Macedonia (ARY) 24. Países Bajos 25. Portugal 26. Islandia 27. Suecia 28. Noruega 29. Lituania 30. Estonia 31. Dinamarca 32. Letonia | 33. España 34. Finlandia 35. Georgia 36. Italia 37. Serbia 38. Alemania 39. Rusia 40. Hungría 41. Israel 42. Irlanda |                   |

1. ↑  A Irlanda le había correspondido votar en 32º lugar, pero fue la última en votar.

### Portavoces
Estos son los 42 portavoces que emitieron los votos de los distintos países durante la final:
| - Albania - Andri Xhahu - Austria - Kati Bellowitsch - Alemania - Anke Engelke (Anfitriona de Eurovisión 2011) - Azerbaiyán - Safura Alizadeh (Representante de Azerbaiyán en 2010) - Bélgica - Peter Van de Veire - Bielorrusia - Dmitry Koldun (Representante de Bielorrusia en 2007) - Bosnia y Herzegovina - Elvir Lakovic Laka (Representante de Bosnia y Herzegovina en 2008) - Bulgaria - Anna Angelova - Dinamarca - Louise Wolff - Chipre - Loucas Hamatsos - Croacia - Nevena Rendeli - Eslovaquia - Mária Pietrová - Eslovenia - Lorella Flego - España - Elena S. Sánchez - Estonia - Getter Jaani (Representante de Estonia en 2011) - Francia - Amaury Vassili (Representante de Francia en 2011) - Finlandia - Mr. Lordi (Vocalista de la banda Lordi, ganadores de Eurovisión 2006) - Georgia - Sopho Toroshelidze (Vocalista del grupo Eldrine, representantes de Georgia en 2011) - Grecia - Andrianna Maggania - Hungría - Éva Novodomszky - Irlanda - Grainne Seoige - Islandia - Matthias Matthiasson (Integrante de la banda Sigurjón's Friends, representantes de Islandia en 2011) | - Israel - Ofer Nachshon - Italia - Ivan Bacchi - Letonia - Valters Fridenbergs (Representante de Letonia en 2005) - Lituania - Ignas Krupavičius - Macedonia (ARY) - Kristina Talevska - Malta - Keith Demicoli - Moldavia - Olivia Fortuna - Montenegro - Marija Markovic - Noruega - Nadia Hasnaoui (Anfitriona de Eurovisión 2010) - Países Bajos - Viviënne van den Assem - Portugal - Joana Teles - Reino Unido - Scott Mills - Rumania - Paula Seling (Representante de Rumania en 2010) - Rusia - Oxana Fedorova - San Marino - Monica Fabbri - Serbia - Maja Nikolic - Suecia - Sarah Dawn Finer - Suiza - Sara Hildebrand - Turquía - Ömer Önder - Ucrania - Aleksey Matius |  |

#### Máximas puntuaciones
Tras la votación los países que recibieron 12 puntos en la final fueron:
| N. | A               | De |
| -- | --------------- | --- |
| 18 | Suecia          | Alemania, Austria, Bélgica, Dinamarca, Eslovaquia, España, Estonia, Finlandia, Francia, Hungría, Irlanda, Islandia, Israel, Letonia, Noruega, Países Bajos, Reino Unido, Rusia. |
| 4  | Albania         | Italia, Macedonia (ARY), San Marino, Suiza |
| 4  | Azerbaiyán      | Lituania, Malta, Turquía, Ucrania |
| 4  | Serbia          | Bulgaria, Croacia, Eslovenia, Montenegro |
| 2  | Chipre          | Grecia, Suecia |
| 2  | Grecia          | Albania, Chipre |
| 2  | Macedonia (ARY) | Bosnia y Herzegovina, Serbia |
| 1  | España          | Portugal |
| 1  | Moldavia        | Rumanía |
| 1  | Lituania        | Georgia |
| 1  | Rusia           | Bielorrusia |
| 1  | Rumania         | Moldavia |
| 1  | Turquía         | Azerbaiyán |

### Final
| ......Participante..... | Pts. | Bandera del Reino Unido | Bandera de Hungría | Bandera de Albania | Bandera de Lituania | Bandera de Bosnia y Herzegovina | Bandera de Rusia | Bandera de Islandia | Bandera de Chipre | Bandera de Francia | Bandera de Italia | Bandera de Estonia | Bandera de Noruega | Bandera de Azerbaiyán | Bandera de Rumania | Bandera de Dinamarca | Bandera de Grecia | Bandera de Suecia | Bandera de Turquía | Bandera de España | Bandera de Alemania | Bandera de Malta | Bandera de Macedonia del Norte | Bandera de Irlanda | Bandera de Serbia | Bandera de Ucrania | Bandera de Moldavia | Bandera de Montenegro | Bandera de Letonia | Bandera de Suiza | Bandera de Bélgica | Bandera de Finlandia | Bandera de Israel | Bandera de San Marino | Bandera de Austria | Bandera de los Países Bajos | Bandera de Bielorrusia | Bandera de Portugal | Bandera de Bulgaria | Bandera de Eslovenia | Bandera de Croacia | Bandera de Georgia | Bandera de Eslovaquia |
| ----------------------- | ---- | ----------------------- | ------------------ | ------------------ | ------------------- | ------------------------------- | ---------------- | ------------------- | ----------------- | ------------------ | ----------------- | ------------------ | ------------------ | --------------------- | ------------------ | -------------------- | ----------------- | ----------------- | ------------------ | ----------------- | ------------------- | ---------------- | ------------------------------ | ------------------ | ----------------- | ------------------ | ------------------- | --------------------- | ------------------ | ---------------- | ------------------ | -------------------- | ----------------- | --------------------- | ------------------ | --------------------------- | ---------------------- | ------------------- | ------------------- | -------------------- | ------------------ | ------------------ | --------------------- |
| Reino Unido             | 12   |                         |                    |                    |                     |                                 |                  |                     |                   |                    |                   | 5                  |                    |                       |                    |                      |                   |                   |                    | 2                 |                     |                  |                                |                    |                   |                    |                     |                       |                    |                  |                    | 1                    |                   |                       | 8                  | 1                           |                        |                     |                     |                      |                    |                    |                       |
| Hungría                 | 19   |                         |                    |                    |                     |                                 |                  |                     | 5                 |                    |                   |                    |                    |                       | 7                  |                      |                   |                   |                    |                   | 3                   |                  | 1                              | 6                  |                   | 1                  | 1                   |                       |                    |                  |                    |                      |                   |                       |                    |                             |                        |                     |                     |                      |                    |                    |                       |
| Albania                 | 146  |                         | 8                  |                    |                     |                                 |                  |                     | 4                 |                    | 12                |                    |                    |                       | 1                  |                      |                   |                   |                    |                   | 1                   |                  | 8                              | 4                  |                   |                    | 3                   | 2                     |                    |                  | 5                  |                      | 6                 |                       |                    | 7                           | 3                      | 1                   |                     |                      |                    |                    |                       |
| Lituania                | 70   | 7                       |                    |                    |                     |                                 | 5                |                     |                   | 3                  |                   | 3                  | 6                  | 4                     |                    |                      |                   |                   | 2                  |                   |                     |                  |                                |                    |                   |                    |                     |                       |                    |                  |                    |                      |                   |                       | 3                  |                             |                        | 4                   |                     |                      |                    |                    |                       |
| Bosnia y Herzegovina    | 55   |                         |                    |                    |                     |                                 |                  |                     |                   |                    |                   |                    |                    |                       |                    |                      |                   |                   |                    |                   |                     |                  |                                | 2                  |                   |                    |                     |                       |                    |                  |                    |                      |                   |                       |                    |                             |                        |                     | 6                   |                      |                    |                    |                       |
| Rusia                   | 259  | 3                       | 7                  | 3                  | 6                   | 3                               |                  | 7                   | 5                 | 4                  | 10                | 8                  | 8                  | 10                    | 4                  | 3                    | 7                 | 4                 | 5                  |                   |                     |                  |                                |                    | 3                 |                    | 4                   | 3                     | 2                  |                  |                    |                      | 3                 | 2                     | 5                  |                             |                        |                     |                     |                      |                    |                    |                       |
| Islandia                | 46   |                         | 6                  |                    |                     |                                 |                  |                     | 1                 |                    |                   | 6                  | 5                  |                       |                    |                      |                   |                   |                    |                   |                     |                  |                                |                    |                   |                    |                     |                       |                    |                  |                    |                      |                   |                       |                    |                             |                        |                     |                     |                      |                    |                    |                       |
| Chipre                  | 65   |                         |                    | 6                  |                     |                                 | 2                | 8                   |                   |                    | 5                 |                    |                    | 2                     | 2                  |                      |                   |                   |                    |                   |                     |                  | 12                             |                    |                   |                    |                     |                       |                    |                  |                    |                      |                   |                       |                    |                             |                        |                     |                     |                      |                    |                    |                       |
| Francia                 | 21   |                         |                    |                    |                     | 2                               |                  | 6                   | 7                 |                    |                   |                    |                    |                       |                    | 7                    |                   | 8                 | 4                  | 5                 | 8                   | 3                | 2                              | 10                 | 10                | 3                  |                     |                       |                    |                  |                    | 3                    |                   | 5                     | 10                 | 3                           |                        |                     |                     |                      |                    |                    |                       |
| Italia                  | 101  |                         | 5                  | 7                  | 4                   |                                 | 4                |                     | 2                 | 1                  |                   | 7                  | 4                  |                       |                    | 10                   | 5                 |                   | 7                  | 1                 |                     |                  | 4                              |                    |                   | 6                  | 10                  |                       | 10                 | 6                | 7                  | 5                    | 8                 | 12                    |                    | 6                           | 5                      | 7                   |                     |                      |                    |                    |                       |
| Estonia                 | 120  | 4                       |                    |                    | 8                   |                                 | 6                |                     | 10                |                    |                   |                    | 7                  |                       |                    |                      |                   |                   |                    |                   |                     |                  |                                |                    |                   |                    |                     | 6                     |                    |                  |                    |                      |                   |                       |                    |                             |                        | 5                   | 3                   | 1                    |                    |                    |                       |
| Noruega                 | 7    |                         |                    |                    |                     |                                 |                  | 1                   |                   |                    |                   |                    |                    |                       |                    |                      |                   | 3                 |                    |                   |                     |                  | 6                              |                    |                   | 10                 |                     |                       |                    |                  |                    |                      |                   |                       | 1                  |                             | 8                      |                     |                     |                      |                    |                    |                       |
| Azerbaiyán              | 150  | 2                       |                    | 4                  | 12                  | 7                               | 10               |                     |                   |                    |                   |                    |                    |                       |                    | 6                    | 8                 | 5                 | 10                 | 8                 |                     |                  |                                |                    | 8                 |                    | 6                   | 8                     | 7                  | 2                |                    |                      |                   |                       |                    | 2                           |                        |                     | 4                   | 4                    |                    |                    |                       |
| Rumania                 | 71   |                         |                    |                    |                     |                                 | 1                |                     | 3                 | 2                  | 7                 |                    |                    | 6                     |                    | 4                    | 4                 |                   |                    | 6                 | 6                   | 10               |                                | 1                  | 6                 |                    |                     | 4                     |                    |                  | 1                  |                      |                   |                       |                    |                             |                        |                     | 5                   |                      |                    |                    |                       |
| Dinamarca               | 21   |                         |                    |                    |                     |                                 |                  | 5                   |                   |                    | 2                 | 2                  | 2                  |                       |                    |                      | 1                 |                   |                    |                   |                     |                  |                                |                    |                   |                    | 7                   |                       | 1                  |                  |                    |                      |                   |                       |                    |                             |                        |                     |                     | 2                    |                    |                    |                       |
| Grecia                  | 64   |                         |                    | 12                 |                     | 1                               | 3                |                     | 12                |                    |                   |                    |                    | 5                     | 8                  |                      |                   |                   | 3                  | 1                 |                     |                  |                                | 4                  | 5                 | 4                  |                     |                       |                    | 2                | 2                  |                      | 1                 | 4                     |                    |                             |                        | 1                   |                     | 1                    |                    |                    |                       |
| Suecia                  | 372  | 12                      | 12                 | 5                  | 10                  | 8                               | 12               | 12                  | 10                | 12                 |                   | 12                 | 12                 | 7                     | 10                 | 12                   | 6                 | 6                 | 12                 | 12                | 6                   | 6                | 12                             | 10                 | 6                 | 7                  | 7                   | 12                    | 7                  | 12               | 12                 | 12                   | 3                 | 12                    | 12                 | 6                           | 3                      | 8                   | 10                  | 7                    | 8                  | 12                 |                       |
| Turquía                 | 112  | 1                       | 3                  | 10                 | 1                   | 4                               |                  |                     |                   | 5                  |                   |                    |                    | 12                    | 3                  | 2                    |                   |                   |                    |                   | 8                   | 8                | 8                              |                    |                   |                    |                     |                       |                    | 3                | 7                  |                      | 1                 | 5                     | 3                  | 8                           |                        |                     | 7                   |                      |                    | 7                  |                       |
| España                  | 97   | 8                       | 1                  |                    |                     | 5                               |                  | 2                   | 6                 | 6                  |                   | 4                  |                    |                       | 6                  |                      |                   | 4                 |                    |                   |                     |                  |                                |                    |                   |                    |                     |                       |                    | 8                | 6                  | 3                    | 10                | 1                     | 6                  | 6                           |                        | 12                  | 3                   |                      |                    |                    |                       |
| Alemania                | 110  | 6                       | 10                 | 2                  |                     |                                 |                  |                     | 10                | 7                  | 8                 | 10                 | 3                  |                       |                    |                      |                   | 12                |                    | 7                 |                     | 12               | 10                             |                    |                   | 12                 | 2                   | 12                    | 3                  | 7                | 12                 | 8                    | 5                 | 3                     | 2                  |                             | 12                     | 12                  | 7                   | 6                    |                    |                    |                       |
| Malta                   | 41   | 5                       |                    |                    | 7                   |                                 |                  |                     | 6                 |                    | 10                |                    |                    | 8                     |                    | 8                    |                   | 1                 | 6                  |                   | 4                   |                  |                                | 7                  | 5                 |                    |                     | 7                     |                    | 5                | 8                  | 12                   |                   | 1                     | 12                 | 4                           | 7                      | 2                   | 10                  | 8                    |                    |                    |                       |
| Macedonia (ARY)         | 71   |                         |                    | 8                  |                     | 12                              |                  | 10                  |                   |                    | 1                 |                    |                    |                       |                    | 5                    |                   | 7                 | 3                  | 3                 | 12                  | 8                |                                | 5                  | 1                 | 8                  | 8                   | 1                     |                    | 12               |                    | 10                   | 10                | 7                     |                    |                             | 10                     | 10                  |                     |                      |                    |                    |                       |
| Irlanda                 | 46   | 10                      |                    |                    |                     |                                 |                  | 4                   |                   |                    |                   |                    |                    | 1                     |                    |                      |                   |                   |                    |                   |                     | 6                |                                |                    |                   | 2                  |                     | 10                    | 8                  | 8                | 6                  | 6                    | 4                 |                       | 4                  | 10                          |                        |                     | 12                  | 12                   |                    |                    |                       |
| Serbia                  | 214  |                         | 4                  | 1                  | 5                   | 10                              | 4                | 3                   | 7                 | 8                  | 6                 |                    | 10                 |                       | 5                  |                      | 12                | 2                 | 12                 | 10                | 2                   | 4                | 3                              | 8                  |                   | 4                  |                     |                       | 5                  | 3                | 4                  | 4                    | 7                 | 8                     | 7                  | 8                           | 1                      | 6                   | 2                   | 7                    |                    |                    |                       |
| Ucrania                 | 65   |                         |                    |                    | 2                   |                                 | 8                |                     |                   |                    | 3                 | 1                  | 1                  | 3                     |                    |                      |                   |                   |                    |                   | 10                  | 5                | 7                              |                    |                   |                    |                     |                       |                    |                  | 2                  |                      |                   |                       |                    |                             |                        |                     |                     |                      |                    |                    |                       |
| Moldavia                | 81   |                         | 2                  |                    |                     |                                 | 7                |                     |                   |                    | 4                 |                    |                    |                       | 12                 | 1                    | 2                 |                   |                    |                   |                     |                  |                                |                    |                   |                    |                     |                       |                    |                  |                    | 2                    |                   |                       |                    |                             |                        |                     |                     |                      |                    |                    |                       |

#### Desglose del televoto y jurado en la final
El 18 de junio de 2012, la Unión Europea de Radiodifusión publicó los resultados oficiales tanto de los votos totales del público como del jurado:

### Inquietud por los derechos humanos en Azerbaiyán

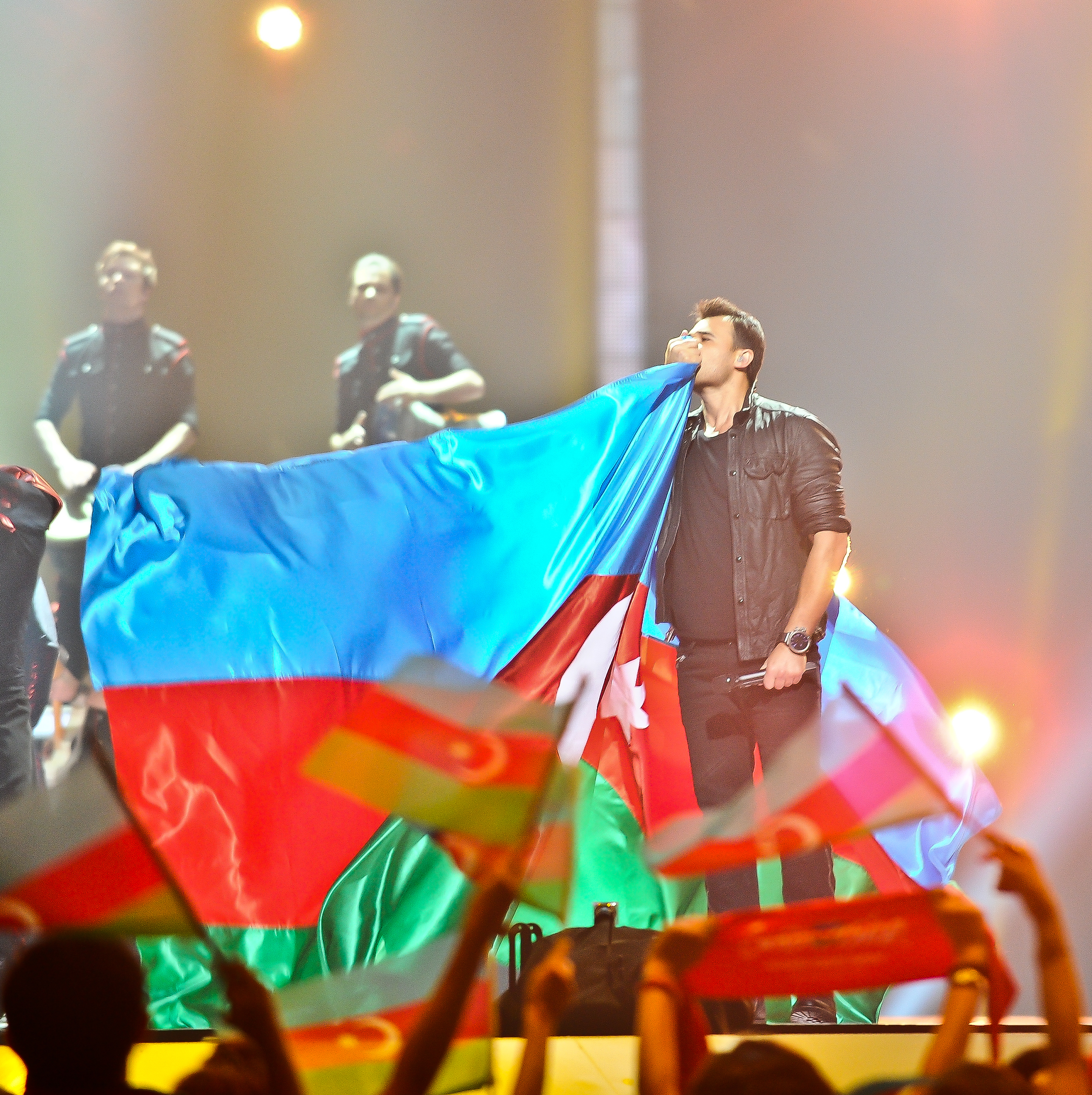
El cantante Emin Agalarov besa la bandera azerí durante su actuación como invitado en la final del concurso.

### Semifinal 1
| Lugar | País       | Pts. |
| ----- | ---------- | ---- |
| 1     | Albania    | 131  |
| 2     | Moldavia   | 107  |
| 3     | Grecia     | 103  |
| 4     | Chipre     | 90   |
| 5     | Rumania    | 87   |
| 6     | Dinamarca  | 81   |
| 7     | Hungría    | 76   |
| 8     | Rusia      | 75   |
| 9     | Israel     | 72   |
| 10    | Irlanda    | 72   |
| 11    | Islandia   | 70   |
| 12    | Finlandia  | 57   |
| 13    | Suiza      | 45   |
| 14    | San Marino | 42   |
| 15    | Bélgica    | 38   |
| 16    | Montenegro | 28   |
| 17    | Austria    | 27   |
| 18    | Letonia    | 17   |

| Lugar | País       | Pts. |
| ----- | ---------- | ---- |
| 1     | Rusia      | 189  |
| 2     | Rumania    | 132  |
| 3     | Albania    | 131  |
| 4     | Irlanda    | 116  |
| 5     | Grecia     | 110  |
| 6     | Chipre     | 99   |
| 7     | Moldavia   | 85   |
| 8     | Islandia   | 79   |
| 9     | Dinamarca  | 53   |
| 10    | Suiza      | 49   |
| 11    | Hungría    | 39   |
| 12    | Finlandia  | 36   |
| 13    | San Marino | 25   |
| 14    | Montenegro | 24   |
| 15    | Letonia    | 18   |
| 16    | Israel     | 16   |
| 17    | Austria    | 15   |
| 18    | Bélgica    | 2    |